# Matteo Noris
Pour les articles homonymes, voir Noris.
Matteo Noris, né  à Venise en 1640 et mort à Trévise le 6 octobre 1714, est un librettiste d'opéras italien.

## Biographie
Pendant pratiquement toute sa carrière, Matteo Noris travailla pour les théâtres vénitiens, écrivant principalement des livrets d'opéra (dramma per musica). Pendant les années 1670 et 1680, il travailla exclusivement pour les théâtres S.S. Giovanni e Paolo et San Giovanni Grisostomo.
En 1686, il fut impliqué dans un scandale pour avoir mis en scène l’opéra Il demone amante ovvero Giugurta (sur une musique de Carlo Francesco Pollarolo), œuvre considérée comme offensant la religion. En 1691 il cessa temporairement d’écrire pour les scènes vénitiennes et commença à travailler pour les théâtres de Gênes et de Florence ; dans cette dernière ville furent représentés, au théâtre de la Villa di Pratolino, sur des livrets de sa composition, les opéras Il greco di Troia en 1689, Attilio Regolo en 1693 et Tito Manlio en 1696.
En 1697, il recommença à travailler pour le théâtre vénitien de San Giovanni Grisostomo. Il est compté parmi les grands poètes vénitiens de son temps, à côté notamment d’Apostolo Zeno et de Francesco Silvani.
Mort à Trévise en 1714, il y fut inhumé en l’église San Leonardo.

## Livrets (mis en musique par ...)
- La Zenobia (Giovanni Antonio Boretti, 1666)
- Marcello in Siracusa (Giovanni Antonio Boretti, 1669-70)
- Semiramide (Pietro Andrea Ziani, 1670)
- Attila (Pietro Andrea Ziani, 1672)
- Domitiano (Giovanni Antonio Boretti, 1672)
- Il Numa Pompilio (Giovanni Maria Pagliardi, 1674;  Ferdinando Paer, 1808)
- Diocleziano (Carlo Pallavicino, 1674)
- Galieno (Carlo Pallavicino, 1675)
- Totila (Giovanni Legrenzi, 1677;  Francesco Gasparini, 1696)
- I duo tiranni al soglio (Antonio Sartorio, 1679)
- Astiage (Giovanni Buonaventura Viviani, 1677)
- Dionisio ovvero La virtù trionfante del vitio (Gian Domenico Partenio et Petronio Franceschini, 1681)
- Flavio Cuniberto (Gian Domenico Partenio, 1681;  Domenico Gabrielli, 1688;  Alessandro Scarlatti, 1702;  Conrad Friedrich Hurlebusch, 1727)
- Bassiano ovvero Il maggior impossibile (Carlo Pallavicino, 1682;  Alessandro Scarlatti, 1694)
- Carlo re d'Italia (Carlo Pallavicino, 1682)
- Il re infante (Carlo Pallavicino, 1683;  Carlo Francesco Pollarolo, 1694)
- Licinio imperatore (Carlo Pallavicino, 1683)
- Traiano (Giuseppe Felice Tosi, 1684)
- Ricimero re de' Vandali (Carlo Pallavicino, 1684)
- Penelope la casta (Carlo Pallavicino, 1685;  Alessandro Scarlatti, 1694-6;  Giacomo Antonio Perti, 1696;  Giocamo Facco, 1713;  Fortunato Chelleri, 1717)
- Il demone amante ovvero Giugurta (Carlo Francesco Pollarolo, 1685)
- Il Licurgo ovvero Il cieco d’acuta vista (Carlo Francesco Pollarolo, 1686)
- Amore inamorato (Carlo Pallavicino, 1686)
- Il Greco in Troia (festa teatrale;  Giovanni Maria Pagliardi, 1689)
- Furio Camillo (Giacomo Antonio Perti, 1692;  Bernardo Sabadini, 1697)
- Marc'Antonio (Carlo Francesco Pollarolo, 1692)
- Attilio Regolo (Giovanni Maria Pagliardi, 1693;  Giacomo Rampini, 1713)
- Nerone fatto Cesare (Giacomo Antonio Perti, 1693;  Alessandro Scarlatti, 1695;  Francesco Gasparini, 1715;  Antonio Vivaldi, 1715)
- L'Amore figlio del Merito (Marc'Antonio Ziani, 1694)
- Laudice e Berenice (Giacomo Antonio Perti, 1694)
- Alfonso primo (Carlo Francesco Pollarolo, 1694)
- La finta pazzia d'Ulisse (Marc'Antonio Ziani, 1696)
- Tito Manlio (Carlo Francesco Pollarolo, 1696;  Antonio Giannettini, 1701;  Paolo Magni, 1710;  Antonio Vivaldi, 1719-20;  Luca Antonio Predieri (de), 1721;  Gioacchino Cocchi, 1761;  Giuseppe Giordani, 1784)
- I reggi equivoci (Carlo Francesco Pollarolo, 1697)
- Murzio Coriolano (Carlo Francesco Pollarolo, 1698)
- Il repudio d'Ottavia (Carlo Francesco Pollarolo, 1699)
- Il colore fa' la regina (Carlo Francesco Pollarolo, 1700)
- Il delirio comune per l'incostanza dei genii (Carlo Francesco Pollarolo, 1701)
- Cateone Uticenze (Carlo Francesco Pollarolo, 1701)
- L'odio e l'amore (Carlo Francesco Pollarolo, 1702;  Antonio Vincenzo Aldrovandini, 1704;  Giuseppe Maria Orlandini, 1709)
- Il giorno di notte (Carlo Francesco Pollarolo, 1704)
- Virgilio consolo (Antonio Giannettini, 1704)
- La regina creduta re (Giovanni Bononcini, 1706)
- Berengario re d’Italia (Girolamo Polani, 1710)
- Le passioni per troppo amore (Johann David Heinichen. 1713)
- Cesare (Antonio Pollarolo, 1715)
- Ciro (Francesco Gasparini, 1716)